# Landerneau Bretagne Basket
Landerneau Bretagne Basket (LBB) ist ein französischer Basketballverein für Frauen, der in der höchsten französischen Spielklasse Ligue Féminine de Basketball (LFB) spielt. Der Verein ist in der Gemeinde Landerneau in der Bretagne ansässig. Seine Heimspiele werden in der Spielstätte La Cimenterie in Landerneau ausgetragen.

## Geschichte
Der Verein wurde im Jahr 2011 mit dem Namen Léon Trégor Basket 29 durch die Fusion der beiden Vereine Pleyber-Christ Basket Club und Elorn Olympique Landerneau gegründet.
Im Jahr 2015 nahm er den Namen Landerneau Bretagne Basket an, um sowohl seine lokale Verankerung (Landerneau) als auch seine regionale Ausstrahlung (Bretagne) zu zeigen sowie die organisatorische Neuaufstellung innerhalb des Vereins zu markieren.

## Erfolge
Nach sieben Jahren in der zweiten französischen Liga gewann die Profimannschaft 2017/18 die Meisterschaft und stieg in die oberste Spielklasse Ligue Féminine de Basketball auf.
In den nächsten sieben Jahren konnte die Spielklasse gehalten werden und der Verein hat dabei einige Höhepunkte erlebt: die Qualifikation für den EuroCup Women zur Saison 2020/21 und zwei Halbfinal-Teilnahmen im französischen Pokal (Saison 2020/21 und 2021/22).